# San Rafael (Kalifornia)
San Rafael város az USA Kalifornia államában, Marin megyében. Lakosainak száma 61 271 fő (2020. április 1.).

## Népesség
A település népességének változása:

| 2010 | 57 713 |
| 2020 | 61 271 |